# Symplocopteris
Symplocopteris ist eine Gattung aus der Ordnung der urtümlichen Farne, Zygopteridales. 

## Merkmale
Symplocopteris wyattii ist ein Baumfarn. Erhalten haben sich Scheinstämme von rund 50 cm Durchmesser, die aus sich verzweigenden Ästen und Phyllophoren (Rhachis) zusammensetzen. Die Äste sind dichotom verzweigt. Jeder Seitenzweig trägt einen Phyllophor und eine große, geotrope Adventivwurzel. Kleine Wurzeln werden von den Phyllophoren sowie den großen Wurzeln gebildet. Alle Wurzeln tragen Haare. Die großen Wurzeln könnten das Wasser aus dem Boden aufgenommen haben, die kleinen im Bereich des Scheinstammes.

## Systematik und Verbreitung
Symplocopteris wird in die Ordnung Zygopteridales gestellt. Es gibt nur eine Art, Symplocopteris wyattii. Sie ist aus dem Tournaisium von Australien bekannt und stellt das älteste bekannte Beispiel eines Baumfarns mit Scheinstamm dar. 

## Belege
- Thomas N. Taylor, Edith L. Taylor, Michael Krings: Paleobotany. The Biology and Evolution of Fossil Plants. Second Edition, Academic Press 2009, ISBN 978-0-12-373972-8, S. 410.